# Visp (district)
Het district Visp (Frans: District de Viège) in het Zwitserse kanton Wallis omvat de volgende gemeenten:
| Gemeentenaam   | Inwoners (x) | Oppervlakte (km²) |
| -------------- | ------------ | ----------------- |
| Baltschieder   | 1.268        | 31,4              |
| Eisten         | 209          | 38,0              |
| Embd           | 311          | 13,4              |
| Grächen        | 1.396        | 14,3              |
| Lalden         | 671          | 1,4               |
| Randa          | 445          | 54,5              |
| Saas-Almagell  | 393          | 110,3             |
| Saas-Balen     | 399          | 30,2              |
| Saas-Fee       | 1.659        | 40,6              |
| Saas-Grund     | 1.058        | 24,6              |
| Sankt Niklaus  | 2.300        | 89,3              |
| Stalden (VS)   | 1.111        | 10,5              |
| Staldenried    | 553          | 14,3              |
| Täsch          | 1.212        | 58,7              |
| Törbel         | 476          | 17,3              |
| Visp           | 7.377        | 13,2              |
| Visperterminen | 1.383        | 51,6              |
| Zeneggen       | 272          | 7,5               |
| Zermatt        | 5.751        | 242,7             |

Brig · Conthey · Entremont · Goms · Hérens · Leuk · Martigny · Monthey · Östlich Raron · Saint-Maurice · Sierre · Sion · Visp · Westlich Raron